# Jacques Koziebrodzki
Jakub Josek Koziebrocki, né le 25 septembre 1887 à Iłów et mort le 15 mai 1948 à Paris, est un peintre et sculpteur français d'origine polonaise.

## Biographie
Jakub Koziebrodzki est le fils d'Isaac Koziebrocki et de Maria Cherszkowicz, et l'époux d'Adèle Rubinstein (née en 1888).
Il expose au Salon à partir de 1921. Ses sujets principaux sont les portraits, paysages et natures mortes.
Il réside et travaille à cité de la Ruche à Paris.